# Oreolalax schmidti
Oreolalax schmidti är en groddjursart som först beskrevs av Liu 1947.  Oreolalax schmidti ingår i släktet Oreolalax och familjen Megophryidae. IUCN kategoriserar arten globalt som nära hotad. Inga underarter finns listade i Catalogue of Life.